# Міністерство юстиції СРСР
Міністерство юстиції СРСР — центральний орган державного управління СРСР, що забезпечував здійснення правосуддя (в широкому значенні цього терміна) і ведення робіт з підготовки нормативних правових актів в СРСР. З цією назвою існував в 1946—1956 і 1970—1991 рр.
Між цими періодами функції скасованого Мін'юсту СРСР були перерозподілені між Верховним Судом СРСР, Верховними судами відповідних республік, обласними, крайовими судами, Юридичною комісією при Раді Міністрів СРСР.